# Агапа

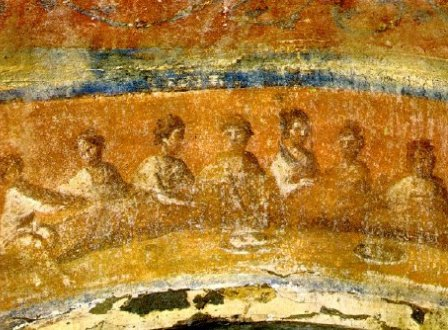
Агапа. Фреска з катакомб св. Прісцилли

Агапа, (від дав.-гр. ἀγάπη «любов»), вечеря любові — в I–V століттях вечірні або нічні збори християн для молитви, причастя і споживання їжі, під час яких згадувалося Ісуса Христа. Підставою цьому спочатку було виконання заповіді Христа про любов, тому словом αγάπη стали називати і самі ці збори.
Агапи ранніх християн передбачали здійснення Євхаристії: для наслідування Тайної вечері, вони збиралися ввечері. По звершенні таїнств агапа потім переходила в звичайну вечерю; це також називалося «вечеря Господня» (дав.-гр. κυριακὸν δεῖπνον). Пізніше євхаристія була відокремлена від вечері, але традиція збиратися вечорами для братерського спілкування не перервалася, і назва «агапи» за цими загальними вечірніми трапезами збереглася.
Сучасна грецька православна церква називає агапою вечірню в перший день Пасхи. Звичай христосуватися під час цієї служби викликає спогади про ранньохристиянські агапи, які представляли двояке спілкування з Господом і братське один з одним". Саме на агапі (а не на великодній літургії, як у УПЦ) в грецьких храмах читають євангеліє на різних мовах народів світу.

## Історія

### Агапи ранніх християн
Перший з відомих на сьогодні прикладів слововживання дав.-гр. ἀγάπη стосовно спільної християнської трапези — в посланні апостола Юди:
Вони скелі підводні на ваших вечерях любови, бо з вами без страху їдять та себе попасають; Оригінальний текст (д.-гр.)
дав.-гр. Οὗτοί εἰσιν οἱ ἐν ταῖς ἀγάπαις ὑμῶν σπιλάδες, συνευωχούμενοι ἀφόβως, ἑαυτοὺς ποιμαίνοντες

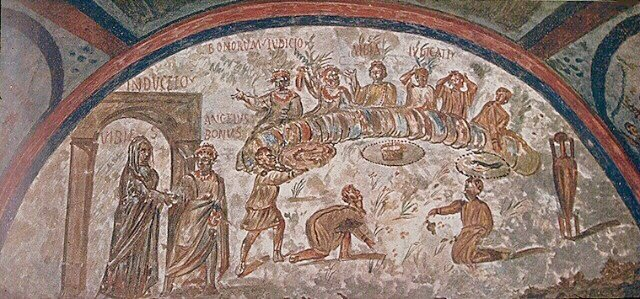
Агапа. Фреска з катакомб Домицилы

Дослідники відзначають, що в багатьох положеннях цей новозавітний документ перегукується з 2-го послання апостола Петра. У зв'язку з цим висловлюється припущення, що в останньому у фразі дав.-гр. ἐντρυφῶντες ἐν ταῖς ἀπάταις αὐτῶν, συνευωχούμενοι ὑμῖν («…они наслаждаются обманами своими, пиршествуя с вами» (2 Петр 2:13)) слово дав.-гр. ἀπάταις (обманом) — описка, і слід читати дав.-гр. ἀϒάπαις, тобто «насолоджуються агапами, пиршествуя з вами».
Взаємозамінність термінів «євхаристія» та «агапа», що свідчить про обов'язкове предварении вечірньої трапези таїнством причастя, випливає з текстів послань Ігнатія Богоносця: в його лексиці ці терміни взаємозамінні.

### Агапа і Євхаристія
Переломлення хлібів, тобто вчинення Євхаристії на спільних трапезах перших християнських громад, зафіксовано в Діяннях святих апостолів (Дії 2:42, Дії 2:46, Дії 20:7). Там же, хоча і не в прямому зв'язку з агапами (слово «столи», грец. τραπέζαις, вжито в збірному сенсі)
… зачали нарікати на євреїв огречені, що в щоденному служінні їхні вдовиці занедбані.
Тоді ті Дванадцять покликали багатьох учнів та й сказали: Нам не личить покинути Боже Слово, і служити при столах.Оригінальний текст (гр.)
[Ἐν δὲ ταῖς ἡμέραις ταύταις πληθυνόντων τῶν μαθητῶν ἐγένετο γογγυσμὸς τῶν Ἑλληνιστῶν πρὸς τοὺς Ἑβραίους, ὅτι παρεθεωροῦντο ἐν τῇ διακονίᾳ τῇ καθημερινῇ αἱ χῆραι αὐτῶν. 2 προσκαλεσάμενοι δὲ οἱ δώδεκα τὸ πλῆθος τῶν μαθητῶν εἶπον· Οὐκ ἀρεστόν ἐστιν ἡμᾶς καταλείψαντας τὸν λόγον τοῦ Θεοῦ διακονεῖν τραπέζαις.] Помилка: [undefined] Помилка: {{Lang}}: немає тексту (допомога): невпізнаний код мови: gr (допомога)
йдеться про допомогу нужденним, здійснення якої могли ставити перед собою організатори агап.
Здійснення євхаристії безпосередньо під час загальної трапези відзначається в джерелах кінця I — початку II століття н. е. У Ігнатія Богоносця євхаристія і агапа («вечеря любові») вжиті як синоніми. Пліній Молодший писав, що у християн у Віфінії є два види зборів, досвітній і вечірнє, на яких вони, збираючись, «куштує їжу невинного роду».
Три молитви у «Дідахе» («Вчення дванадцяти апостолів») відносяться до євхаристії: благословення чаші, благословення хліба і «насичення». Остання завершується словами «Якщо хто святий, нехай підходить, а хто ні, той нехай кається…», відповідними возгласу літургії «Святая святих». У зв'язку з реконструкцією порядку цього дійства вчені висловлювали різні припущення. Так, П. Батиффоль, О. Казель, Л. Буйє, Л. Лижье і Р. Ліцман вважали, що у «Дідахе» трапеза ще не відокремлена від Євхаристії і слід після куштування хліба. Слідуючи розпорядку «вечері Господньої» з ап. Павлу Буйє поміщав трапезу між причастям і останньою молитвою, вважаючи молитву над хлібом на початку трапези — молитвою благословення євхаристійного Хліба, а молитву після трапези — молитвою благословення євхаристійної Чаші. Такий порядок спільної трапези зберігся в хрещальної літургії «Апостольського Перекази» Іполита Римського: новохрещені після Причащання Тіла Христового куштували воду, молоко і мед і тільки після цього — Кров Христову.
 А дня першого в тижні, як учні зібралися на лама́ння хліба, Павло мав промову до них, бо вранці збирався відбути, і затягнув своє слово до пі́вночі. А в го́рниці, де зібралися ми, було багато світел. Юнак же один, Євти́х на ім'я́, сидів на вікні. Його обгорнув міцний сон, бо задовго Павло промовляв, і він сонний хитну́вся, і додолу упав із третього поверху, — і підняли́ його мертвого. Зійшов же Павло та до нього припав, і, обнявши його, проказав: «Заспокойтесь, бо душа його в ньому!» А вернувшись, він хліб переломив і спожив, і бе́сіду довго точив, — аж до до́світку, потім відбув. А хлопця живим привели́, — і зраділи немало..
Термін «вечеря Господня» (дав.-гр. κυριακὸν δεῖπνον) використовує апостол Павло (1Кор 11:20–34). «Православна енциклопедія» говорить, що «імовірно вона починалася Причастям Тілом Христовим, після чого випливало куштування звичайної їжі, і закінчувалася Причастям Кров'ю Христовою»: в такому порядку описує Тайну вечерю євангеліст Лука (Лк 22:17-20). Це відповідає і розпорядку юдейських братських трапез: куштування чаші вина, переломлення хліба, власне трапеза і куштування останньої чаші вина з читанням особливих благословінь. У Діяннях апостолів описано піднесена і разом з тим невимушена атмосфера, що панує між учасниками; за заломленням хліба слід духовна бесіда, триваюча за північ (див. врізку).
Проте не кожну агапу вдавалося провести в такий високодуховної атмосфери. Застереження від негідної поведінки висловлюються в 1Кор 11:20, Юд 1:12, 2 Петр 2:13. З гнівом і обуренням відчитує коринтян у своєму посланні до них апостол Павло, звертаючи увагу, що одна тільки їжа і питво (тим більше, надмірне) аж ніяк не вичерпують зміст агапи як вечері Господньої:
|                                       | А далі, коли ви збираєтесь разом, то не на те, щоб їсти Господню Вечерю. Бо кожен спішить з'їсти власну вечерю, і один голодує, а другий впивається. Хіба ж ви не маєте хат, щоб їсти та пити? Чи ви зневажаєте Божу Церкву, і осоромлюєте немаючих? Що маю сказати вам? Чи за це похвалю вас? Не похвалю! |
| — Ап. Павло, (1 до Коринтян 11:20-22) | |

Цю частину послання апостол завершує повторним нагадуванням про різницю між Євхаристією і звичайною їжею. Тим, хто «свою вечерю предваряеть під снедение» (наїдається на трапезі перш за всіх) через те, що прийшов голодним, Павло прямо радить: «…собираясь на вечерю, друг друга ждите. А если кто голоден, пусть ест дома, чтобы собираться вам не на осуждение.» (1 Кор 11:33-34)

### Відділення євхаристії
Передумови поділу євхаристійної і неевхаристической трапез, які згодом стали називатися літургією і агапою, стали складатися ще за життя апостолів. Побажання апостола Павла учасникам агап «А если кто голоден, пусть ест дома…» (1Кор 11:33–34) до другої половини II століття реалізується у встановленні нового звичаю — причащатися натщесерце. Як наслідок (підтверджуване «Діяннями апостола Іоанна»), трапези стали проводити по завершенні Євхаристії (за винятком Олександрійського богослужіння, в якому Євхаристія відбувалася після агап і в V столітті).
Іустин Філософ згадує про приношення в кінці літургії («Православна енциклопедія» припускає, що ці приношення робилися для майбутніх агап), але про самому скоєнні агап замовчує. Оскільки Юстин писав, що «достатні з нас допомагають усім бідним, і ми завжди живемо за одне один з одним», і що «образ вшанування [Бога]… той, щоб дане для нашого харчування… приносити для нашого… вживання і для нужденних», енциклопедія пов'язує приношення в кінці літургії з благодійністю, і робить висновок, що «перетворення загальних трапез майже виключно благодійну акцію, очевидно, пов'язане з позбавленням агап їх сакраментального компонента — Євхаристії».
Остаточне розділення понять «агапа» та «євхаристія» відбувається в кінці II — початку III століття — це видно, наприклад, з тексту Діянь апостола Фоми. При цьому агапа виділяється в самостійний чин, що виконувався ввечері. Зі свого боку, Тертулліан і Кіпріан Карфагенський пишуть про Євхаристію, яка проводиться вранці.
Климент Олександрійський, Тертуліан, Оріген, Кіпріан Карфагенський, Іполит Римський та інші літургіко-канонічні джерела і церковні письменники продовжують згадувати агапи і в першій половині III століття. У цей період агапи найчастіше влаштовувалися по неділях з участю всіх членів громади під головуванням єпископа.

### Розвиток чину агапи
Тертуліан у «Апології» описує наступні последования чину агапи: молитва, скромна трапеза, вмивання рук і запалення світильників. Потім «кожен, хто може, викликається на середину оспівати Богу». Завершувала агапу молитва. Із записів Іполита Римського випливає, що спочатку відбувалося дяка над світильником, потім йшло псалмоспіви, благословення чаші і хліба і потім трапеза. Іполит говорить про більшому церковному контролі за проведенням агапи: головувати на ній повинен був один з кліриків, а благословення чаші і хліба покладалося на єпископа, або, у його відсутність, на пресвітера або диякона, але в жодному разі не на мирянина.. У листі Кіпріана Карфагенського зазначається така особливість агапи, як псалмоспіви.
Хліб, благословенний на агапах, називався або евлогией (грец. грец. εὐλοϒία — благословення), або «хлібом (артосом) заклинання» (грец. ἄρτος τοῦ ἐξορκισμοῦ). Іполит Римський писав про євлогії: «Вірні, перш ніж заломлювати власний хліб, нехай беруть з рук єпископа трохи хліба, так як це євлогія, а не Євхаристія… Мирянин не може здійснювати євлогія». В «Канонах Іполита» мова йде про артосе: «Нехай він [єпископ] сам розподіляє хліб заклинання… щоб Бог зберіг агапи їх від страху лукавого» (Канони Іполита).
Питання про тотожність євлогії і «хліба заклинання» поки до кінця не з'ясовано. Православна енциклопедія висуває припущення, що назва «хліб заклинання», ймовірно, пов'язано з экзорцизмами, які неодноразово вимовлялися над оголошеними; куштування хліба заклинання" було складовою частиною екзорцизмів. Як і на служби, оголошені на агапи не допускалися. Однак їм надсилався «хліб заклинання», «щоб вони приєдналися до Церкви».
Молитва освячення «для тих, хто приносить хліб і воду або оливу благословення у святу Чотиридесятницю, після випробування тих, хто буде хреститися», находимая в коптської версії «Апостольського перекази», текстуально схожа з молитвою «над оливою хворих або над хлібом або над водою» Евхология Серапіона. Хліб, про яку йдеться в цих молитвах, може ототожнюватися з «хлібом заклинання» агап III століття, а ялин — з «єлеєм заклинання» або ж «єлеєм оголошених» (у західній традиції — ялин предкрещального помазання), але не з «єлеєм радості» (у східній традиції — ялин предкрещального помазання). Жак Гоар зазначає, що молитви над хлібом для хворих (яку називає Евхология Серапіона) зустрічаються у східних евхологиях більш пізнього часу, ніж III—IV століття.
Розділ сучасного Типикона про благословення хлібів на вечірні (яке безпосередньо сходить до агапам) називає серед найважливіших «дарувань» хлібів їх цілющу силу, яка проявляється при вкушении хлібів «з водою».
Найдовше традиція проведення агап зберігалася у коптів. Трапезу, схожу з агапами, описує каппадокийское твір Псевдо-Опанаса «Про незайманість» (близько 390 року). Вона відбувалася після служби 9-го години, причому при ламанні хліба читалася молитва, яка збігається з євхаристійною молитвою з 9-ї глави «Дідахе»: «Як цей хліб, розсіяний колись, будучи зібраний, став одним, так нехай буде зібрана Твоя Церква від меж землі в Царство Твоє». Про звичай єгипетських християн причащатися по суботах після трапези писав і Сократ Схоластик.
У IV—V століттях, коли в Європі ідея агап була близька до своєї дискредитації, а їх проведення — до заборони, в Єгипті практика агап перейшла в монастирі, звідки її запозичили більшість чернечих традицій. Надалі монастирські агапи трансформувалися в палестинських монастирях в чин благословення хлібів, пшениці, вина та єлею на вечірні. Як видно по всім редакціям Єрусалимського статуту, цей чин здійснювали кожну суботу ввечері, а також у свята — тобто, в той час доби, у будь агапи колись відбувалися в Єгипті.
До агапам, можливо, походять такі чинопоследования, як чин о панагії (і заміняє його на Великдень послідування артоса), святковий чин благословення колива (в монастирях і парафіяльних храмах на Балканах його проводять у дні шанованих святих), чин «різання колача» у Сербській Церкві, поминальний чин благословення кутии.

### Поминальні агапи
Перші згадки про поминальних агапах датуються кінцем II століття. Спочатку їх робили як тризну, на гробницях мучеників. «Рясна Агапа» (грец. ἀϒάπη πολλή) «при гробницях» за участю апостола Павла і його послідовників описана в «Діяннях Павла і Теклі»; аналогічна трапеза описано і в «Діяння апостола Іоанна».

Отношения к тризнам, «похоронным пиршествам» (учитывая их языческую предысторию) было неоднозначным. Климент Александрийский назвал такое мероприятие «трапезой, демонам посвящённой». Вместе с тем, в приписываемом Оригену (преемнику Климента на посту главы огласительного александрийского училища) толковании на Книгу Иова: Ставлення до тризни, «похоронної трапези» (з огляду на їх язичницьку передісторію) було неоднозначним. Климент Олександрійський назвав такий захід «трапезою, демонам присвяченій». Разом з тим, тлумачення на Книгу Іова що приписується Орігену можна прочитати таке:
Ми здійснюємо пам'ять святих і батьків наших, також вшановуємо пам'ять друзів, що вмирають у вірі … ми закликаємо благочестивих … і нарівні з кліром … годуємо незаможних … щоб свято наше служило в спогад і упокоєння душі.
поминальні агапи описуються без осуду. Поминання покійних на 3, 9, 40-й дні після їх смерті в IV столітті супроводжувалося агапами. Вони полягали у вкушении вина і деякої кількості їжі на могилах покійних, і велика частина їжі, пише блаженний Августин, роздавалася незаможним.
Православна енциклопедія пише, що саме з поминальних агап виросли два види християнського богослужіння, відкинуті згодом протестантами:
- богослужіння в пам'ять святих (згідно з попереднім звичаєм, всі християни, в тому числі і мученики, поминались однаково, тобто поминальні агапи нерідко мали характер не моління про померлого, а свята в честь святого) і
- заупокійне богослужіння.

### Відмирання звичаю
З середини II століття агапами починають називати і спільні несакраментальные трапези, які християни влаштовували, щоб нагодувати бідних. Крім християнського спілкування, Іполит Римський пише і про такий мети агап, як допомога бідним. Словом «агапа» використовують для позначення прояви милосердя по відношенню до бідних Августин Блаженний
Попередження, які ще на зорі християнства робили учасникам агап святі апостоли щодо дотримання благопристойності і помірності на агапах, з часом приймалися до уваги все менше. Різні джерела — Климент Олександрійський, Тертулліан, «Канони Іполита» — пишуть про надмірному споживанні їжі і вина, про крики, багатослівності і порожньому сміху під час трапез, завершальних агапи. Спираючись на ці факти, язичницькі джерела проектували свої критичні висновки на всіх християн, звинувачуючи їх в аморальності. З кінця IV — початку V століття скептичні оцінки агап проникають і в святоотеческие твори.
Звичай влаштовувати трапези в пам'ять мучеників засуджують Григорій Богослов («У всьому восприимем щит віри і уникнемо всіх стріл лукавого… Якщо для цього ми зібралися, то справді цінне Христу наше свято… Якщо ж маємо на увазі догодити примхам утроби, то… не знаю, благовременно це»), Амвросій Медіоланський і Августин Блаженний; останній поширює це на трапези в пам'ять усіх померлих. Зневажливо висловлюється про агапах і Іоанн Златоуст, закликаючи беруть участь в них до помірності.
До IV століття продовжуються зловживання призводять до спроб заборонити агапи. Якщо близько 350 року Гангрский собор навіть отлучал тих, хто зневажав організаторів агап (Правило 11), то в 364 році 28-м правилом Лаодікійський собор ввів заборону на розподіл агап в храмі. Правилом 27-му заборонялося виносити їжу з агап додому, «бо сим заподіюється образу церковного чину». До кінця V століття згадки про проведення агап на Сході вже не зустрічаються. Тоді ж євхаристійні гімни під час Літургії трансформувалися в таємні молитви.
Тим не менш 691 році VI Вселенський Собор повторив 28-е правило Лаодикійського Собору, що може побічно вказувати, що подекуди агапи могли відбуватися і в VII столітті. Разом з тим, в цей же час у Візантії, в основному при храмах і монастирях, складається і розвивається система благодійних (лікарні, будинки престарілих), а також странноприимнических установ.
Судячи з правилом 49 Арелатского (Арльського) Собору (452 рік), спільні трапези кліриків і народу були звичайним явищем, їх схвалював і папа Григорій I Великий. За свідченням Августина, в Італії агапи почали спонтанно зникати або скасовуватися після умовлянь окремих єпископів вже в кінці IV століття. В цей же час стає негативним ставлення до агапам і в Північній Африці. 28-е правило Гиппонского Собору заборонило причащатися після куштування їжі, а 29-е (підтверджене як 51-е правило Карфагенського Собору) заборонив клірикам «пиршествовать церкви» і наказав по можливості не дозволяти це робити мирянам. 5-е правило Німецького Собору (743 рік) остаточно заборонило агапи у пам'ять мучеників і покійних.

### Відродження агап
Пам'ять про древніх агапах завжди жила в Церкві. У кожному монастирі і в кожній парафії існували богадільні, сиропитательные притулки, нічліжки для бездомних, церковно-приходські школи і народні училища.
В Росії у другій половині XIX століття, коли широко дискутувалося питання про необхідність відродження та оживлення парафіяльного життя, починають лунати голоси про необхідність відродження давньої трапези любові — агапи. Тему відкрив священик Олександр Гумілевський, засновник і керівник Парафії братства, що діяла в 1860-х роках у Петербурзі, в журналі «Дух християнина» за 1864 р. Він закликав відродити для воскресіння духа любові до ближніх, братські обіди. Потім засновник Хрестовоздвиженського православного трудового братства, створеного в 1889 р. в Чернігівській губернії, Н. Н. Неплюєв з тими ж цілями ввів елементи агапи (загальну чашу з вином) в чин прийому в братство.
У 1912 році А. А. Папков, церковний письменник, згодом — член Священного Собору Російської Православної Церкви 1917—1918 рр., написав, що справа парафіяльного перетворення треба починати з щотижневого причастя і скромних трапез, на які потрібно запрошувати бідних парафіян для втіхи через братське спілкування з ними.
З 1919 року звичай агап після спільного причастя з'являється в Маросейской громаді, окормляемой знаменитим московським старцем прот. Алексієм Мечевым (а після його смерті в 1923 році — його сином, прот. Сергієм Мечевым). За спогадами сестри Маросейской громади, яка присвятила себе іконопису та реставрації, в постригу — черниці Іуліанії (Соколової): «В 5 годин починалася літургія, за якої майже все, що брали участь у цій винятковій службі, причащалися. Близько 8 годин півчі та постійні духовні чада батюшки збиралися у нижньому приміщенні храму, де влаштовувалося скромне частування і попрацювати за нічними чуваннями. Називалося це частування „агапою“».
У 1924 році в Москві при храмі Софійської церкви на Софійській набережній утворилося сестринство, в яке входило близько тридцяти сестер. Ним керував прот. Олександр Андреєв (1901—1937), який у 1924 році був переведений сюди указом Патріарха Тихона (в 1937 році зазнав мученицьку кончину, прославлений Архієрейським Собором РПЦ 2000 року як священномученик Олександр Рязанський). Учасниці сестринства збиралися на вечірні бесіди-агапи, на яких сестри співали духовні вірші з виданої митр. Московським Макарієм «Лепти».
У середині 20-х років в Москві утворилася православна громада, яка отримала благословення архієп. Пилипа (Гумілевського), який через кілька років піддався арешту і мученицької кончини. Її очолив тоді ще мирянин Василь, згодом — архим. Сергій (Савельєв). Після літургії вони практикували братські трапези, які називали відгомоном «вечері любові» перших християн. Незважаючи на звинувачення їх якийсь центральною газетою в «об'єднання[що?] і упивании[що?]», вони продовжували їх і після цього.
Про агапах згадується і в слідчій справі 1933 року єпископа-катехизатора Макарія (Опоцкого), керівника релігійно-трудового братства р. в Новгороді. Так вони називали спільні ранкові домашні богослужіння, відбувалися прямо за столом.
У 1970-х роках агапи відбувалися сповідником віри архим. Таврионом (Батозским) у Спасо-Преображенської пустелі під Ригою. «Коли закінчувалася Трапеза Господня, всі учасники її залишали храм і йшли в трапезну для паломників навпаки келії о. Тавриона під соснами, де в простій аскетичної обстановці відбувалася агапа — трапеза любові. Вона була дивна своїм духом служіння один одному в любові».
Традицію агап успадковує коло церковної молоді, що склався навколо майбутнього священика Георгія Кочеткова. Перша агапа відбулася в 1975 році з благословення прот. Всеволода Шпіллер, настоятеля московського Ніколо-Кузнецького храму. Один з членів громади Олександр Копировський в 1995 році згадував про те, як вони починали проводити агапи. «Все народилося природно, — з бажання не розходитися після спільного причастя. Ми просто вставали разом в притворі храму або ззаду в самому храмі (частіше це був Богоявленський патріарший собор) <…> Увійшло в звичай ділитися просфорами, які ми тут же, в соборі, купували. Потім виявилося, що це збігається з традицією давньої церкви. <…> Ми радилися зі священством і мали на це благословення з того ж 1975 року».
Із зникненням радянської влади у кожного православного приходу з'явилася можливість організації різної благодійної та просвітницької діяльності. З'явилися недільні школи для дітей і для дорослих з чаюванням і застіллями після святкової (недільної) Літургії — приклад наслідування принципам давніх агап.
Про продовження традиції агап у своєму інтерв'ю розповідає єпископ Сиктивкарський і Воркутинський Питирим. «Ми кшталт зараз первохристианскому часу. <…> Ми відроджуємо агапи, тобто чаювання і спілкування після всіх ранкових літургійних богослужінь. <…> Агапи служать освячення людини як в особистому житті, так і в суспільному, при храмах. Сестринство милосердя в нашій єпархії утворилося завдяки агапам. <…> Основна мета: піти, добігти, достукатися до конаючих людей, яких треба рятувати, рятувати, рятувати».
На Заході в ході літургійного руху 1930-1950-х років в протестантській, а потім і в католицькому середовищі виник рух за відродження агап як громадських трапез. У 1960-ті роки ці ідеї були втілені; ґрунтуючись на біблійних оповідках про Таємної вечері і про інших трапезах, які відбувалися з участю Ісуса Христа під час його земного життя, ініціатори відродили практику цих громадських трапез. Ці агапи включали спогад-анамнесисом, спілкування й саме дійство. «Православна енциклопедія» стверджує, що «тим не менше навіть західні богослови сумніваються в вкоріненості агап в трапезі Господній».

## У масонстві
Спільна трапеза масонів також називається агапою.